# Un petit miracle
Pour plus de détails, voir Fiche technique et Distribution.
Un petit miracle est un film français réalisé par Sophie Boudre et sorti en 2023,.

## Synopsis
À la suite d'un incendie dans leur école de village, la seule salle capable d'accueillir la classe unique de Juliette se situe dans une maison de retraite des environs. C'est le début d'une cohabitation pour le moins particulière entre les petits enfants dont s'occupe Juliette et les pensionnaires de la maison de retraite.

## Fiche technique
- Titre français : Un petit miracle
- Réalisation : Sophie Boudre
- Scénario : Sarah Kaminsky, Julie Manoukian et Sophie Boudre
- Sociétés de production : Les Films Vendôme, Orange Studio
- Sociétés de distribution : UGC Distribution, Orange Studio
- Pays de production :  France
- Format : couleur
- Genre : drame
- Dates de sortie :
  - France : 25 janvier 2023 (sortie nationale)

## Distribution
- Alice Pol : Juliette
- Jonathan Zaccaï : Antoine
- Eddy Mitchell : Edouard
- Emilie Gavois-Kahn : Noémie
- Régis Laspalès : Michel, le maire
- Michel Crémadès : Robert
- Anne-Marie Ponsot : Madeleine
- Fabrice Adde : Max
- Grégory Di Meglio : le coiffeur
- Gwendoline Hamon : l'avocate d'Antoine
- Martine Amisse : madame Lenoble
- Laurent Lafuma : le fils Lenoble
- Max Libert : le petit-fils Lenoble
- Lina Ksantini : Irène